# Кубок Узбекистану з футболу 2021
Кубок Узбекистану з футболу 2021 — 29-й розіграш головного кубкового футбольного турніру у Узбекистані. Титул володаря кубка вдруге здобув Насаф.

## Календар
| Раунд          | Дата              | Матчі | Клуби   |
| -------------- | ----------------- | ----- | ------- |
| Перший раунд   | 28 березня 2021   | 4     | 34 → 30 |
| Другий раунд   | 4 квітня 2021     | 2     | 30 → 28 |
| Третій раунд   | 13-15 квітня 2021 | 2     | 28 → 26 |
| Груповий раунд | 20-30 квітня 2021 | 42    | 26 → 16 |
| 1/8 фіналу     | 17-20 серпня 2021 | 8     | 16 → 8  |
| 1/4 фіналу     | 20-29 жовтня 2021 | 4     | 8 → 4   |
| 1/2 фіналу     | 24 листопада 2021 | 2     | 4 → 2   |
| Фінал          | 4 грудня 2021     | 1     | 2 → 1   |

## 1/8 фіналу
| Команда 1              | Рахунок      | Команда 2            |
| ---------------------- | ------------ | -------------------- |
| 17 серпня 2021         |              |                      |
| Сурхан                 | 1:0          | Машал                |
| 18 серпня 2021         |              |                      |
| Шуртан (2)             | 1:2          | Кизилкум             |
| Динамо (Самарканд) (2) | 2:2 пен. 3:5 | Олімпік (Ташкент)    |
| 19 серпня 2021         |              |                      |
| Насаф                  | 5:2          | Металург (Бекабад)   |
| Пахтакор               | 1:0          | Турон                |
| АГМК                   | 6:1          | Нефтчі (Фергана) (2) |
| 20 серпня 2021         |              |                      |
| Буньодкор              | 1:0          | Навбахор             |
| Согдіана               | 2:1          | Локомотив (Ташкент)  |

## 1/4 фіналу
| Команда 1         | Рахунок | Команда 2 |
| ----------------- | ------- | --------- |
| 20 жовтня 2021    |         |           |
| Олімпік (Ташкент) | 0:1     | Пахтакор  |
| 28 жовтня 2021    |         |           |
| АГМК              | 3:2     | Кизилкум  |
| Буньодкор         | 2:1     | Сурхан    |
| Согдіана          | 0:1     | Насаф     |

## 1/2 фіналу
| Команда 1         | Рахунок      | Команда 2 |
| ----------------- | ------------ | --------- |
| 24 листопада 2021 |              |           |
| Пахтакор          | 1:1 пен. 5:4 | Буньодкор |
| АГМК              | 0:2          | Насаф     |

## Фінал
| 4 грудня 2021 13:00 (EEST) |

| Пахтакор       | 1:2      | Насаф                         |
| -------------- | -------- | ----------------------------- |
| Хамробеков 28' | Протокол | Абдурахімов 38' Гайбулаєв 75' |

| Стадіон «Динамо», Самарканд Глядачів: 11 127 Арбітр: Ахрор Ріскулаєв |